# Канюэль, Симон
Симо́н Канюэ́ль (фр. Simon Canuel; 29 октября 1767, Ле-Труа-Мутье — 11 мая 1840, Лудён) — французский генерал.

## Биография
По происхождению сын лесоторговца. Поступив на службу волонтёром, сделал карьеру на подавлении контрреволюционных мятежей в Вандее и Берри. Благодаря протекции Россиньоля и Клебера быстро продвигался по службе, 30 сентября 1793 года произведён в бригадные генералы, а уже 28 ноября того же года — в дивизионные. У Наполеона, по-видимому, не пользовался доверием, занимая административные должности командующего различными военными округами, а позднее и вовсе был отстранён от дел. Тем не менее, в XII году стал кавалером недавно учреждённого ордена Почётного легиона.
В 1814 году приветствовал возвращение Бурбонов, а во время «Ста дней» примкнул к своим бывшим врагам-вандейцам, став начальником штаба у их вождя Ларошжаклена. После Ватерлоо Канюэль был членом так называемой Несравненной палаты и в 1816 году, чтобы доказать свою полную преданность Бурбонам, в качестве председателя военного суда осудил на смерть своего прежнего сотоварища по Вандейской войне — генерала Траво. В 1817 году получил от Людовика XVIII титул барона.
Назначенный командующим 19-го военным округом, Канюэль своими действиями довёл в июне 1817 года Лион и Сент-Этьен до восстания, 28 участников которого были казнены. Канюэля обвиняли в провоцировании восстания и чрезмерной жестокости; он был заключён в Консьержери, но после 5-месячного следствия освобождён. Подав иск о клевете против своих обвинителей Фавье и Шарье-Санвиля, он выиграл дело: на ответчиков был наложен штраф в 3000 франков, однако общественное мнение было на их стороне.
Находился под подозрением по делу о заговоре ультрароялистов, однако затем был возвращён на действительную службу, став генеральным инспектором пехоты. В 1823 году Канюэль принял участие в испанской кампании, командуя дивизией. 23 мая 1825 года стал Великим офицером ордена Почётного легиона. Во время Июльской революции под угрозой жизни из-за всеобщей неприязни вышел в отставку.

## Труды
- Canuel, Simon. Memoires sur la guerre de Vendee en 1815. — Paris: J. G. Dentu, imprimeur-libraire, 1817. — 423 p.
- Canuel, Simon. Reponse au colonel Favier sur les evenements de Lyon. — Paris: J. G. Dentu, imprimeur-libraire, 1818. — 57 p.